# سرتنگان
سرتنگان یک روستا در ایران است که در دهستان باقران شهرستان بیرجند واقع شده‌است. سرتنگان ۱۴ نفر جمعیت دارد.